# Dunières
Dunières är en kommun i departementet Haute-Loire i regionen Auvergne-Rhône-Alpes i centrala Frankrike. Kommunen ligger i kantonen Montfaucon-en-Velay som tillhör arrondissementet Yssingeaux. År 2022 hade Dunières 2 623 invånare.

## Befolkningsutveckling
Antalet invånare i kommunen Dunières
| Referens: INSEE |